# Liste des ponts de France protégés aux monuments historiques
Cet article recense les ponts de France classés ou inscrits aux monuments historiques.

## Méthodologie
La liste prend en compte les édifices classés ou inscrits au titre des monuments historiques. Si le classement ou l'inscription est partiel, les éléments protégés sont précisés. La date correspond à l'année de protection ; si rien n'est mentionné, il s'agit d'une inscription.

## Liste

### Ponts piétons, routiers et ferroviaires

#### Auvergne-Rhône-Alpes
- Aiguilhe : pont de Roderie (1926)[1] ;
- Aiguilhe et Espaly-Saint-Marcel : pont d'Estroulhas (1964)[2],[3] ;
- Allonzier-la-Caille et Cruseilles : pont suspendu de la Caille (1966)[4],[5] ;
- Beaulieu et Saint-Vincent : pont de Margeaix (1994)[6] ;
- Beaumont et Sanilhac : pont du Gua sur la Beaume (classement en 1984)[7],[8] ;
- Beaumont-lès-Valence : pont de Beaumont-lès-Valence sur la Véore (1982)[9] ;
- Beauzac et Saint-Maurice-de-Lignon : pont de Confolent (1990)[10],[11] ;
- Billom : Pont de mesure publique (mesure publique, classement en 1982 ; maison du poids public, pont, inscription en 1982)[12] ;
- Bonneval-sur-Arc : vieux pont et pont de la Lame (1980)[13] ;
- Boucieu-le-Roi et Colombier-le-Vieux : vieux pont sur la Doux (1927)[14],[15] ;
- Bransat : pont de Bransat sur le Gaduet (1971)[16] ;
- Brignais : pont de Brignais (1934)[17] ;
- Brives-Charensac :
  - pont de la Chartreuse (classement en 1914)[18] ;
  - Vieux pont de Brives (ruines du pont, maisons à péage, 1949)[19] ;
- Chagnon : pont de Chagnon sur la Durèze (1949)[20] ;
- Chambonas : pont de Chambonas sur le Chassezac (1962)[21] ;
- Chantelle : pont romain (1928)[22] ;
- Charlieu : pont de Charlieu sur le Sornin (1938)[23] ;
- La Chavanne et Montmélian : pont Morens (1985)[24],[25] ;
- Le Cheix : pont romain sur la Morge (classement en 1974)[26] ;
- Claix et Le Pont-de-Claix : pont Lesdiguières (classement en 1898)[27] ;
- Les Clefs : pont romain (1947)[28] ;
- Cluses : pont Vieux sur l'Arve (1975)[29] ;
- Coudes : vieux pont sur la Couze (classement en 1908)[30] ;
- Coux : pont de Coux sur l'Ouvèze (1932)[31] ;
- Cruet : pont Victor-Emmanuel ou des Anglais sur l'Isère (1994)[32] ;
- Domeyrat : pont Vieux sur la Sénouire (classement en 1982)[33] ;
- Donzère : pont du Robinet sur le Rhône (pont, pyramide de l'ancien bac, 1985)[34] ;
- Doussard : pont sur l'Eau Morte (1974)[35] ;
- Droiturier :
  - pont de la Vallée sur l'Andan (1978)[36] ;
  - pont Romain (1984)[37] ;
- Fontannes et Vieille-Brioude : pont de la Bajasse (2002)[38] ;
- La Grand-Croix : pont de Chavillon (1995)[39] ;
- Lanslevillard : chapelles et pont de Saint-Pierre sur l'Arcelle Neuve (1994)[40] ;
- Lavoûte-Chilhac : pont de Lavoûte-Chilhac (1926)[41] ;
- Menat : vieux pont sur la Sioule (classement en 1918)[42] ;
- Moulins : pont Régemortes (1946)[43] ;
- Moûtiers : Vieux-Pont sur l'Isère (classement en 1980)[44] ;
- Nyons : pont de Nyons sur l'Eygues (classement en 1925)[45] ;
- Olliergues : pont d'Olliergues sur la Dore (classement en 1930)[46] ;
- Olliergues et Tours-sur-Meymont : pont du Diable, Giroux, sur la Dore (1971)[47],[48] ;
- Parentignat : pont de Parentignat sur l'Allier (1975)[49] ;
- Pommiers-en-Forez : pont de Pommiers sur l'Aix (classement en 1943)[50] ;
- Pouilly-sous-Charlieu : pont au Diable (1928)[51] ;
- Le Pouzin : pont romain sur l'Ouvèze (1998)[52] ;
- Privas : pont sur l'Ouvèze (classement en 1923)[53] ;
- Quintenas et Vernosc-lès-Annonay : pont de Moulin sur la Cance (classement en 1981)[54],[55] ;
- Rochemaure : pont de Rochemaure sur le Rhône (1985)[56] ;
- Saint-Amant-Tallende : pont de Saint-Amant-Tallende sur la Monne (1999)[57] ;
- Saint-André-de-Chalencon :
  - pont de Bounery (1949)[58] ;
  - pont du Diable (classement en 1913)[59] ;
- Saint-Flour : pont Vieux sur le Lander (1946)[60] ;
- Saint-Fortunat-sur-Eyrieux : pont de Saint-Fortunat-sur-Eyrieux sur l'Eyrieux (classement en 1982)[61] ;
- Saint-Germain-Laval : pont de Baffie sur l'Aix (1925)[62] ;
- Saint-Jean-de-Muzols et Tournon-sur-Rhône : grand pont sur le Doux (1954)[63],[64] ;
- Saint-Laurent-sur-Saône : pont Saint-Laurent sur la Saône (classement en 1987)[65] ;
- Saint-Marcellin-en-Forez : pont du Diable (classement en 1921)[66] ;
- Saint-Pierre-de-Chartreuse :
  - pont de la Dame (classement en 1927)[67] ;
  - pont de la Forge ou de la Fabrique (classement en 1923)[68] ;
  - pont du Grand Logis (pont, maison du Guet, classement en 1923)[69] ;
  - pont Perent (classement en 1923)[70] ;
  - pont de la Petite Vache (classement en 1923)[71] ;
  - pont de la Tannerie (classement en 1923)[72] ;
- Saint-Priest-en-Jarez et Villars : pont du premier chemin de fer (2001)[73] ;
- Sainte-Colombe : pont romain (quai de départ du pont, classement en 1920)[74] ;
- Sainte-Marie : pont de Tréboul (1927)[75] ;
- Saurier : pont de Saurier du XVe siècle (classement en 1907)[76] ;
- Thiers :
  - pont de Moutier ou du Navire (1926)[77] ;
  - pont de Seychalles (1926)[78] ;
- Vienne : pont Saint-Martin (classement en 1924)[79] ;
- Villeperdrix : pont romain (1989)[80] ;
- Viviers : pont romain sur l'Escoutay (classement en 1986)[81].

#### Bourgogne-Franche-Comté
- Baume-les-Messieurs : vieux pont sur la Seille (1929)[82] ;
- Bourguignon-lès-Conflans et Mersuay : pont métallique sur la Lanterne (1982)[83],[84] ;
- Châtenoy-le-Royal : pont de la Thalie (classement en 1931)[85] ;
- Châtillon-sur-Seine :
  - pont des Boulangers (1928)[86] ;
  - pont du Perthuis-au-Loup (1928)[87] ;
- La Charité-sur-Loire : grand pont sur la Loire (2003)[88] ;
- Crissey et Dole : pont de la Raie des Moutelles (2003)[89] ;
- Cussey-sur-Lison : pont sur le Lison (2003)[90] ;
- Dole : grand pont sur le Doubs (1948)[91] ;
- Mâcon : pont Saint-Laurent sur la Saône (classement en 1987)[92] ;
- Mellecey : pont de Mellecey sur l'Orbise (1987)[93] ;
- Monéteau et Perrigny : pont de pierre (classement en 1947)[94],[95] ;
- Montigny-sur-Aube : ponts de l'Abattoir (classement en 1962)[96] ;
- Montfleur : pont des Vents sur le Suran (1997)[97] ;
- Montot : pont sur le Salon  (1978)[98] ;
- Montréal : pont de Montréal sur le Serein (1983)[99] ;
- Navilly : pont de Navilly (classement en 1946)[100] ;
- Nevy-sur-Seille : pont sur la Seille (pont, oratoire, 1939)[101] ;
- Pierre-Perthuis : vieux pont sur la Cure (classement en 1921)[102] ;
- Pimelles : pont de Pimelles (2001)[103] ;
- Pont-sur-Yonne : vieux pont (1997)[104] ;
- Port-Lesney : pont bow-string sur la Loue (1997)[105] ;
- Ruffey-sur-Seille : pont de Ruffey-sur-Seille (2003)[106] ;
- Selles : pont tournant de Selles sur le canal de l'Est (barrières, façades et toitures de la maison de l'agent, inscription en 1994 ; pont, structures du quai, classement en 2001)[107] ;
- Venarey-les-Laumes : pont de Venarey-les-Laumes sur l'Oze (1925)[108].

#### Bretagne
- Auray : pont de Saint-Goustan (1944)[109] ;
- Le Bono : pont suspendu du Bono (1997)[110] ;
- La Bouëxière : pont de Chevré (1995)[111] ;
- Dinan : vieux pont (classement en 1903)[112] ;
- Guichen et Bruz (Pont-Réan) : pont de Pont-Réan (1942)[113] ;
- Hennebont : passerelle de la rue Launay (inscrit en 1925)[114] ;
- Pacé : vieux pont sur la Flume (1971)[115] ;
- Plounévézel et Treffrin : pont gaulois dit de Sainte-Catherine (classement en 1964)[116],[117] ;
- Quimperlé : pont Lovignon sur l'Ellé (1928)[118].

#### Centre-Val de Loire
- Blois : pont Jacques-Gabriel[119] ;
- Blois, Saint-Gervais-la-Forêt et Vineuil : pont Saint-Michel sur le Cosson, ponts Chartrains ou chastrés[120] ;
- Chambourg-sur-Indre : pont de l'Isle Auger, vestiges du pont sur l'Indre du XVe siècle (1927)[121] ;
- Chartres : pont Saint-Hilaire (1925)[122] ;
- Châtillon-sur-Cher et Selles-sur-Cher : pont-canal sur la Sauldre[123] ;
- La Châtre : pont aux Laies (1935)[124] ;
- Crécy-Couvé : pont de la Bellassière (1993)[125] ;
- Culan : pont Vieux sur l'Arnon (1986)[126] ;
- Griselles : gril de Corbelin sur la Cléry (1929)[127] ;
- Joué-lès-Tours : arche du Pin sur le Vieux-Cher (1964)[128] ;
- Lavardin : pont sur le Loir (1926)[129] ;
- Lormaye : pont de Noailles (1984)[130] ;
- Orléans : pont George-V (pont, pavillons sud, 1926)[131] ;
- Le Pont-Chrétien-Chabenet : pont couvert du Pont-Chrétien-Chabenet sur la Bouzanne (classement en 1992)[132] ;
- Saint-Gervais-la-Forêt : pont de la route nationale sur le Cosson (1946)[133] ;
- Tours : pont Wilson (1926)[134] ;
- Vendôme : arche des Grands Prés sur le Loir (1926)[135].

#### Corse
- Altiani : pont génois d'Altiani sur le Tavignano (classement en 1977)[136] ;
- Arbellara et Sartène : pont de Spina-Cavallu sur le Rizzanèse (classement en 1976)[137],[138] ;
- Asco : pont génois d'Asco (1984)[139] ;
- Bastelica : pont génois de Zippitoli (classement en 1977)[140] ;
- Castello-di-Rostino : pont de Ponte-Nuovo sur le Golo (1928)[141] ;
- Évisa : pont de Zaglia (classement en 1990)[142] ;
- Morosaglia : pont de Ponte Leccia sur le Golo (1928)[143] ;
- Ota : pont génois de Pianella (classement en 1976)[144] ;
- Petreto-Bicchisano et Zigliara: pont d'Abra ou ponti Vecchiu sur le Taravo (classement en 1976)[145],[146].

#### Grand Est
- Brainville-sur-Meuse : pont de Brainville-sur-Meuse sur la Meuse (1996)[147] ;
- Cirey-sur-Blaise : pont de Cirey-sur-Blaise sur la Blaise (1996)[148] ;
- Condes : pont de Condes sur la Marne (1984)[149] ;
- Crévic : pont de Crévic sur le Sânon (classement en 1984)[150] ;
- Dolving : pont de Dolving sur le Landbach (classement en 1978)[151] ;
- Dommarien : pont de Dommarien sur la Vingeanne (1996)[152] ;
- Doulaincourt-Saucourt : pont de Doulaincourt sur le Rognon (pont sur le Rognon, pont de décharge, 1996)[153] ;
- Fouchères : pont sur la Seine (1926)[154] ;
- Gérardmer et Xonrupt-Longemer : pont des Fées sur la Vologne (1972)[155],[156] ;
- Grandchamp : pont de Grandchamp sur la Resaigne (pont, muret le prolongeant sur la rive en aval, 1996)[157] ;
- Gueberschwihr : pont de Gueberschwihr, daté de 1538 et situé devant l'église (1934)[158] ;
- Haironville : pont d'Haironville sur la Saulx (1950)[159] ;
- Joinville : Poncelot (1942)[160] ;
- Kaysersberg : pont de Kaysersberg sur la Weiss et sa chapelle (1932)[161] ;
- Larivière-Arnoncourt : ponceaux de Larivière-sur-Apance sur l'Apance (1996)[162] ;
- Loches-sur-Ource : pont sur l'Ource (1996)[163] ;
- Marac : pont de Marac sur la Suize (1994)[164] ;
- Le Mériot : ponts et chaussée surélevée de l'ancien château de Jaillac (1996)[165] ;
- Le Mériot et Nogent-sur-Seine : ponts de la route royale Paris-Bâle (1996)[166] ;
- Metz : pont des Thermes (Vierge du Moulin encastrée dans la pile du pont, fragments de sculpture romaine, classement en 1927)[167] ;
- Mirecourt : pont Stanislas ou Saint-Vincent sur le Madon (1982)[168] ;
- Moulins-lès-Metz : vieux pont (1989)[169] ;
- Neuilly-sur-Suize : pont de Neuilly-sur-Suize sur la Suize (1996)[170] ;
- Outremécourt et Sommerécourt : pont gallo-romain (classement en 1932)[171],[172] ;
- Poulangy : pont de Poulangy sur la Traire (1996)[173] ;
- Les Riceys : pont de Ricey-Haut sur la Laignes (1996)[174] ;
- Rolampont : pont romain (1929)[175] ;
- Rollainville : vieux pont sur la Frezelle (classement en 1984)[176] ;
- Rupt-aux-Nonains : pont de Rupt-aux-Nonains sur la Saulx (classement en 1975)[177] ;
- Saint-Amé et Saint-Étienne-lès-Remiremont : pont des Fées (1988)[178],[179] ;
- Sainte-Croix-aux-Mines : pont de la Timbach (2002)[180] ;
- Scherwiller : quatre ponts sur la route du sel entre Scherwiller et Thanvillé (1993)[181],[182],[183],[184] ;
- Soulaines-Dhuys : pont Henri-IV sur la Laines (1996)[185] ;
- Spoy : pont Romain sur le Landion (classement en 1973)[186] ;
- Strasbourg : pont Saint-Thomas (classement en 1995)[187] ;
- Thionville : pont-écluse sud du couronné de Yutz (classement en 1984)[188] ;
- Verbiesles : pont de Verbiesles sur la Marne (pont, croix en pierre, 1996)[189] ;
- Verdun : pont-écluse Saint-Amand (classement en 1978)[190] ;
- Villemaur-sur-Vanne : pont sur la Vanne (1984)[191] ;
- Voisines : pont de Voisines sur la Suize (1996)[192] ;
- Wolfskirchen : pont de Wolfskirchen sur l'Isch (classement en 1986)[193].

#### Guadeloupe
- Basse-Terre : pont sur le Galion (1979)[194].

#### Hauts-de-France
- Armentières-sur-Ourcq et Breny : ponts Bernard (ponts, chaussée les reliant, 2001)[195] ;
- Breuil-le-Sec et Breuil-le-Vert : ponts de Fascines (1936)[196],[197] ;
- Compiègne : pont de Jeanne d'Arc (1935)[198].

#### Île-de-France
- Bouray-sur-Juine et Lardy : pont Cornuel (1980)[199],[200] ;
- Boussy-Saint-Antoine : pont de la Reine Blanche sur l'Yerres (1972)[201] ;
- Brunoy :
  - pont de Perronet (classement en 1991)[202] ;
  - pont de Soulins (1987)[203] ;
- Carrières-sous-Poissy et Poissy : pont de Poissy sur la Seine (1937)[204],[205] ;
- Esbly et Isles-lès-Villenoy : pont d'Esbly sur la Marne (1965)[206] ;
- Évry-Grégy-sur-Yerre :
  - pont de Grégy ou Saint-Pierre (2001)[207] ;
  - Vieux pavé (classement en 1992)[208] ;
- Grez-sur-Loing : pont de Grez-sur-Loing sur le Loing (1926)[209] ;
- Juvisy-sur-Orge : pont des Belles Fontaines (classement en 1914)[210] ;
- Lardy : pont de l'Être sur la Juine (1926)[211] ;
- Limay et Mantes-la-Jolie : vieux pont de Limay (pont, restes des portes, maison du passeur, classement en 1923)[212],[213] ;
- Longjumeau : vieux pont de Balizy ou pont des Templiers (1930)[214] ;
- Mareil-sur-Mauldre : pont de Mareil-sur-Mauldre sur la Mauldre (1937)[215] ;
- Méréville : pont de Méréville sur la Juine (classement en 1979)[216] ;
- Meulan-en-Yvelines : petit pont (1965)[217] ;
- Montchauvet : pont de l'Arche (1991)[218] ;
- Montreuil-sur-Epte : pont d'Aveny sur l'Epte (classement en 1995)[219] ;
- Moret-sur-Loing : pont de Moret (restes de l'ancien poste défendant le pont, 1926)[220] ;
- Nemours : grand pont (1926)[221] ;
- Paris :
  - pont Alexandre-III (classement en 1975)[222] ;
  - pont de la Concorde (1975)[223] ;
  - pont d'Iéna (1975)[224] ;
  - pont Marie (classement en 1887)[225] ;
  - pont Mirabeau (classement en 1975)[226] ;
  - pont Neuf (classement en 1889)[227] ;
  - pont Royal (classement en 1939)[228] ;
  - pont levant de la rue de Crimée (pont-levant, mécanisme, passerelle piétonne, poste de commandement, 1993)[229].

#### Martinique
- Saint-Pierre :
  - pont Militaire (piliers, 1990)[230] ;
  - pont sur la Roxelane (1980)[231] ;
  - pont Verger (piliers, 1990)[232].

#### Normandie
- Acquigny : pont des Planches (2007)[233] ;
- Castillon et Vaubadon : pont de Sully (1990)[234],[235] ;
- Corneville-sur-Risle : pont Napoléon sur le canal des Moulins (2007)[236] ;
- Craménil : ponts de Craménil : pont de la Motte, pont de Chênesecq, pont Neuf et pont de Raulette, sur la Rouvre (1993)[237] ;
- Ducey et Poilley : vieux pont sur la Sélune (1975)[238],[239] ;
- Juvigny-sur-Seulles et Tilly-sur-Seulles : pont sur la Seulles (2006)[240] ;
- Mauves-sur-Huisne : pont Catinat (1939)[241] ;
- Ménerval et Saumont-la-Poterie : pont de Coq (2004)[242] ;
- Saint-Pierre-du-Vauvray : pont de Saint-Pierre-du-Vauvray sur la Seine (1975)[243].

#### Nouvelle-Aquitaine
- Agnac et La Sauvetat-du-Dropt : vieux pont sur le Dropt (classement en 1992)[244] ;
- Ahun et Cressat : viaduc de Busseau sur la Creuse (inscrit en 1975[245]) ;
- Airvault : pont du Vernay (classement en 1868)[246] ;
- Allassac et Voutezac : pont du Saillant sur la Vézère (classement en 1969)[247],[248] ;
- Andiran et Nérac : pont de Tauziète sur l'Osse (1987)[249],[250] ;
- Argenton-l'Église, Bagneux et Saint-Martin-de-Sanzay : pont de Taizon sur le Thouet (1943)[251],[252],[253] ;
- Argenton-les-Vallées : pont Cadoret (1931)[254] ;
- Ascain : pont Romain sur la Nivelle (1925)[255] ;
- Aubusson : pont de la Terrade sur la Terrade (1926)[256] ;
- Barbaste : pont roman sur la Gélise (classement en 1960)[257] ;
- Bellac : vieux pont (1969)[258] ;
- Bessines-sur-Gartempe : pont des Bonshommes sur la Gartempe (1990)[259] ;
- Bidache : pont de Gramont sur le Lihoury (2003)[260] ;
- Bonneuil-Matours : pont suspendu de Bonneuil-Matours[261] ;
- Bordeaux :
  - passerelle Eiffel (2010)[262] ;
  - pont de pierre (2002)[263] ;
- Bourdeilles : pont sur la Dronne sur la Dronne (1987)[264] ;
- Boussac : pont Ancien sur la Petite Creuse (1926)[265] ;
- Brantôme en Périgord : pont coudé de Brantôme sur la Dronne (1912)[266] ;
- Cazères-sur-l'Adour : pont métallique sur l'Adour sur l'Adour (2000)[267] ;
- Le Chalard, Jumilhac-le-Grand et Saint-Yrieix-la-Perche : pont de la Tour sur l'Isle classement en 1984)[268],[269],[270]  ;
- Chambon-sur-Voueize : pont roman de Chambon-sur-Voueize sur la Voueize (classement en 1958)[271] ;
- Chatain : pont de Chatain sur la Charente (1927)[272] ;
- Le Château-d'Oléron : pont Napoléon ou Vauban (classement en 1979)[273] ;
- Châteauponsac : pont romain sur la Gartempe (classement en 1990)[274] ;
- Châtellerault :
  - pont Camille-de-Hogues sur la Vienne (classement en 2002)[275] ;
  - pont Henri-IV (classement en 1913)[276] ;
- Confolens :
  - pont de Confolens sur le Goire (1973)[277] ;
  - vieux pont (classement en 1908)[278] ;
- Crozant : pont Charraud (1934)[279] ;
- Curçay-sur-Dive : pont de la Reine-Blanche (1980)[280] ;
- Dinsac : pont du Moulin de la Barre sur la Brame (1990)[281] ;
- Dinsac et La Bazeuge : pont du Cheix (1990)[282],[283] ;
- Eymet : pont du Bretou (1995)[284] ;
- Felletin : pont Roby (1926)[285] ;
- Feugarolles : pont du Paravis (1994)[286] ;
- Flavignac : pont des Graules, ou pont roamin sur l'Arthonnet (1990)[287] ;
- Gentioux-Pigerolles : pont de Sénoueix (1990)[288] ;
- Gourgé : pont de Gourgé (1926)[289] ;
- Le Grand-Madieu et Saint-Claud : viaduc de la Sonnette (2004)[290] ;
- Lapleau et Soursac : viaduc des Rochers Noirs (classement en 2000)[291] ;
- Lestelle-Bétharram : pont de Betharram (1925)[292] ;
- Limoges :
  - pont Saint-Étienne (classement en 1907)[293] ;
  - pont Saint-Martial (classement en 1908)[294] ;
- Merpins : pont du Cocuron (2003)[295] ;
- Moutier-d'Ahun : pont Romain (classement en 1920)[296] ;
- Nérac : vieux pont sur la Baïse (classement en 1988)[297] ;
- Nieul : pont de Puymaud (1990)[298] ;
- Orthez : vieux pont (classement en 1875)[299] ;
- Payzac : pont de Laveyra sur l'Auvézère (1987)[300] ;
- Pérols-sur-Vézère : pont de Varieras (1991)[301] ;
- Peyrat-de-Bellac et Saint-Ouen-sur-Gartempe : vieux pont de Beissat sur la Gartempe (1970)[302],[303] ;
- Pondaurat : pont de la Bassanne ou pont médiéval des Antonins (1990)[304] ;
- Rancon : pont de Rancon sur la Gartempe (1925)[305] ;
- Rochechouart : pont du Moulin de la Côte (1990)[306] ;
- Rochefort : pont transbordeur du Martrou (classement en 1976)[307] ;
- La Rochefoucauld : pont du château de La Rochefoucauld (1935)[308] ;
- Saint-Bazile et Saint-Mathieu : pont du Moulin du Pont sur la Tardoire (1990)[309],[310] ;
- Saint-Généroux : pont de Saint-Généroux sur le Thouet (1926)[311] ;
- Saint-Hilaire-le-Château : pont-Périt (pont, voie communale, 1995)[312] ;
- Saint-Jean-de-Côle : vieux pont sur la Côle (1925)[313] ;
- Saint-Junien :
  - pont Saint-Élisabeth sur la Glane (classement en 1990)[314] ;
  - pont Notre-Dame sur la Vienne (pont, sauf le tablier en ciment armé, 1986)[315] ;
- Saint-Léger-la-Montagne : pont romain (classement en 1996)[316] ;
- Saint-Léonard-de-Noblat : pont de Noblat ou vieux pont, sur la Vienne (2007)[317] ;
- Saint-Pée-sur-Nivelle :
  - pont d'Amotz sur la Nivelle (1987)[318] ;
  - pont d'Ibarron (1984)[319] ;
- Saint-Priest : pont de Bonlieu (1936)[320] ;
- Saint-Savin : pont de Saint-Savin (classement en 1896)[321] ;
- Saint-Varent : vieux pont (1929)[322] ;
- Sauveterre-de-Béarn : pont de la Légende (classement en 1886)[323] ;
- Solignac :
  - pont Rompu sur la Briance (1990)[324] ;
  - Vieux pont sur la Briance (1969)[325] ;
- Terrasson-Lavilledieu : pont vieux (classement en 1904)[326] ;
- Thouars : vieux pont sur le Thouet (pont, poterne, classement en 1938)[327] ;
- Tonnay-Charente : pont suspendu de Tonnay-Charente (classement en 1988)[328] ;
- Treignac : pont ancien sur la Vézère (1963)[329] ;
- Uzerche : pont Turgot sur la Vézère (1990)[330] ;
- Veyrac : pont de Veyrac (classement en 1973)[331] ;
- Vigeois : vieux pont sur la Vézère  (classement en 1969)[332] ;
- Villeneuve-sur-Lot : pont des Cieutats (1951)[333].

#### Occitanie
- Albi : pont Vieux (classement en 1921)[334] ;
- Alet-les-Bains :
  - pont d'Alet-les-Bains (classement en 1942)[335] ;
  - pont du Diable (1948)[336] ;
- Aniane et Saint-Jean-de-Fos : pont du Diable sur l'Hérault (classement en 1996)[337] ;
- Bagnac-sur-Célé : pont de Bagnac-sur-Célé sur le Célé (classement en 1951)[338] ;
- Banassac : pont de Montferrand (1935)[339] ;
- Belcastel : vieux pont (classement en 1928)[340] ;
- Béziers : vieux pont sur l'Orb (classement en 1963)[341] ;
- Blagnac : pont de Blagnac sur le Touch (classement en 1950)[342] ;
- Boisseron : pont romain (2008)[343] ;
- Bordes-Uchentein : pont d'Ourjout sur le Lez (classement en 1941)[344] ;
- Bourret : pont suspendu de Bourret (classement en 1994)[345] ;
- Brassac : pont de Brassac sur l'Agout (classement en 1990)[346] ;
- Brissac : pont de Saint-Étienne d'Issensac (classement en 1948)[347] ;
- Brousse-le-Château : pont Vieux sur l'Alrance (classement en 1937)[348],[349] ;
- Les Cabannes et Vindrac-Alayrac : pont des Ânes (classement en 2006)[350] ;
- Cahors : pont Valentré (classement en 1840)[351] ;
- Carcassonne :
  - pont-Rouge (1948)[352] ;
  - Pont-Vieux (classement en 1926)[353] ;
- Cassagne : pont de Carraou (1979)[354] ;
- Castries : pont de Castries sur la Cadoule (1946)[355] ;
- Céret : pont de Céret sur le Tech (classement en 1840)[356] ;
- Conques : pont sur le Dourdou (classement en 1930)[357] ;
- Entraygues-sur-Truyère : pont d'Entraygues-sur-Truyère sur la Truyère (classement en 1927)[358] ;
- Espalion : pont-vieux (classement en 1888)[359] ;
- Espéraza : pont d'Espéraza (1948)[360] ;
- Estaing et Sébrazac : pont d'Estaing (pont, croix, statue de François d'Estaing, classement en 2005)[361] ;
- Fondamente : vieux pont de Saint-Maurice-de-Sorgues (classement en 1969)[362] ;
- Fourques et Arles : ancien pont de Fourques (1988)[363] ;
- Gallargues-le-Montueux et Villetelle : pont Ambroix, voie Domitienne (classement en 1840)[364] ;
- Gignac : pont de Gignac sur l'Hérault (1950)[365] ;
- Gourdan-Polignan et Montréjeau : pont de Gourdan-Polignan sur la Garonne (classement en 1984)[366],[367] ;
- Graulhet : vieux pont sur le Dadou (classement en 1937)[368] ;
- Greffeil : pont de Greffeil sur le Lauquet (1948)[369] ;
- Grenade : pont de Grenade sur la Save (classement en 1926)[370] ;
- Labastide-en-Val : vieux pont sur le Sou (1948)[371] ;
- Lagrasse :
  - pont de l'Alsou (1948)[372] ;
  - pont de Lagrasse (classement en 1907)[373] ;
- Lavaur : pont de Lavaur sur l'Agout (classement en 1960)[374] ;
- Limoux : pont Neuf sur l'Aude (1948)[375] ;
- Lodève : pont de Montifort sur la Soulondre (1964)[376] ;
- Loubressac : pont de Maday (classement en 1979)[377] ;
- Mas-des-Cours : pont de Mas-des-Cours sur la Lauquette (1948)[378] ;
- Mende : pont Notre-Dame (classement en 1889)[379] ;
- Mialet : pont des Camisards sur le Gardon (classement en 1974)[380] ;
- Millau : pont-Vieux (arches et piles subsistantes, classement en 1934)[381] ;
- Montagnac : vieux pont sur l'Hérault (1944)[382] ;
- Montauban :
  - pont Neuf (pont, bow-string du Lissac, classement en 2005)[383] ;
  - Vieux pont (classement en 1911)[384] ;
- Montoulieu : pont du Diable sur l'Ariège (classement en 1950)[385] ;
- Montrozier : pont de Montrozier sur l'Aveyron (classement en 1944)[386] ;
- Najac : pont Saint-Blaise (classement en 1987)[387] ;
- Nant : pont de Nant sur la Dourbie (classement en 1944)[388] ;
- Olargues : pont du Diable (classement en 1916)[389] ;
- Ornaisons : pont des États de Languedoc sur l'Orbieu (1951)[390] ;
- Pavie : vieux pont sur le Gers (classement en 1941)[391] ;
- Plaisance-du-Touch : pont de Plaisance-du-Touch sur le Touch (classement en 1926)[392] ;
- Le Pont-de-Montvert : pont de Montvert (pont, tour, 1950)[393] ;
- Pont-de-Salars : pont Saint-Georges de Camboulas sur le Viaur (classement en 1978)[394] ;
- Puycelsi : pont de Laval (classement en 1991)[395] ;
- Quézac : pont de Quézac (classement en 1931)[396] ;
- Remoulins : ancien pont suspendu de Remoulins (restes du pont : culée, colonnes doriques, édifices voisins, 1939)[397] ;
- Revel : pont du Riat (pont, lavoir, classement en 1998)[398] ;
- Rieux-en-Val : pont-Vieux (1926)[399] ;
- Rieux-Volvestre : pont de Lajous (classement en 1950)[400] ;
- Rodez : pont de La Guioule-sous-Rodez (classement en 1947)[401] ;
- La Roque-sur-Cèze : pont Charles-Martel sur la Cèze (classement en 1980)[402] ;
- Saint-Affrique : pont vieux classement en 1886)[403] ;
- Saint-Chély-d'Aubrac : pont des Pèlerins (pont, croix, classement en 2005)[404] ;
- Saint-Félix-Lauragais : pont Vieux de Cailhavel ou pont Saint-Jean, sur la Rigole de la Plaine (classement en 1998)[405] ;
- Saint-Félix-de-Sorgues : pont Vieux sur la Sorgues (classement en 1944)[406] ;
- Saint-Jean-du-Gard : pont de Saint-Jean-du-Gard sur le Gardon (1950)[407] ;
- Saint-Lizier : pont de Saint-Lizier (classement en 1927)[408] ;
- Saint-Martory : pont de Saint-Martory (pont, porte de pont et porte de ville, classement en 1950)[409] ;
- Saint-Thibéry : pont romain (classement en 1862)[410] ;
- La Salvetat-sur-Agout : pont de Saint-Étienne sur la Vèbre (1964)[411] ;
- Sauto : pont de Cassagne ou pont Gisclard (stèle commémorative, 1995 ; pont suspendu, classement en 1997)[412] ;
- Servian : pont de Servian sur la Thongue (1983)[413] ;
- Toulouse :
  - pont sur le Touch (1950)[414] ;
  - Pont-Neuf sur la Garonne (classement en 1991)[415] ;
  - Ponts-Jumeaux sur les canaux du Midi et de Brienne (classement en 1967)[416] ;
- Trèves : pont Vieux de Trèves (1931)[417] ;
- Le Vigan : vieux pont (classement en 1938)[418] ;
- Villemagne-l'Argentière : pont du Diable (1936)[419].

#### Pays-de-la-Loire
- Asnières-sur-Vègre : vieux pont sur la Vègre (1984)[420] ;
- Auvers-le-Hamon et Beaumont-Pied-de-Bœuf : pont muletier du moulin Fresnay (1984)[421],[422] ;
- Beaumont-sur-Sarthe : pont de Beaumont-sur-Sarthe (1988)[423] ;
- La Bretonnière-la-Claye, Curzon, Lairoux et Saint-Cyr-en-Talmondais : ponts du Port-la-Claye sur Le Lay (1985)[424],[425],[426],[427] ;
- Clisson :
  - pont de la Vallée sur la Sèvre (classement en 1922)[428] ;
  - pont Saint-Antoine sur la Moine (classement en 1922)[429] ;
- Faymoreau et Puy-de-Serre : pont de Fleuriau sur la Vendée (1982)[430],[431] ;
- Laval : vieux pont sur la Mayenne (1926)[432] ;
- Maresché : pont romain (1988)[433] ;
- Mervent : vieux pont des Ouillères (classement en 1910)[434] ;
- Montfort-le-Gesnois : pont de Montfort-le-Gesnois sur l'Huisne (1927)[435] ;
- Montrevault-sur-Èvre : pont de Bohardy sur l'Èvre (classement en 1978)[436] ;
- Mouzillon : pont Romain (1925)[437] ;
- Rocheservière : pont de Rocheservière sur la Boulogne (1984)[438] ;
- Saint-Georges-de-Montaigu : pont de Boisseau (1984)[439] ;
- Saint-Hilaire-de-Loulay : pont de Sénard sur la Maine (classement en 1984)[440] ;
- Vouvant : vieux pont de Vouvant sur la Mère (inscrit en 1927)[441].

#### Provence-Alpes-Côte d'Azur
- Aix-en-Provence : pont de Saint-Pons (classement en 1944)[442] ;
- Antibes : pont du Bourget sur la Brague (1935)[443] ;
- Arles :
  - pont de Constantin immergé dans le Rhône (classement en 1920)[444] ;
  - pont de Fourques (1988)[445] ;
  - pont Van-Gogh (piles, façades et toitures de la maison pontière, 1986 ; pont Van-Gogh, à l'exception des piles, classement en 1988)[446] ;
- Avignon : pont Saint-Bénézet (pont, chapelle, classement en 1840)[447] ;
- Bédarrides : pont de Bédarrides sur l'Ouvèze (2001)[448] ;
- Bonnieux : 
  - pont de Bonnieux sur l'Aigue-Brun (1988)[449] ;
  - pont Julien (classement en 1914)[450] ;
- Briançon : pont d'Asfeld sur la Durance (classement en 1988)[451] ;
- La Brigue : pont du Coq sur la Lévanza (1987)[452] ;
- Le Cannet-des-Maures : pont du Cannet-des-Maures sur l'Aille (1943)[453] ;
- Céreste : pont romain sur le ravin de l'Encreme (classement en 1862)[454] ;
- Châteauneuf-de-Chabre : pont médiéval de Châteauneuf-de-Chabre sur la Méouge (classement en 1981)[455] ;
- Colmars :
  - pont Haut (1948)[456] ;
  - pont Saint-Roch ou vieux pont (1927)[457] ;
- Comps-sur-Artuby : pont de Comps-sur-Artuby sur l'Artuby (1990)[458] ;
- Entrepierres : pont de la Reine Jeanne sur le Vançon (1987)[459] ;
- Fréjus : pont des Esclapes (classement en 1939)[460] ;
- Le Fugeret : pont du Fugeret sur la Vaire (1981)[461] ;
- Ganagobie et Lurs : pont sur le ravin de Buès (classement en 1963)[462],[463] ;
- La Grave : pont de La Grave sir le Maurian (1989)[464] ;
- Jouques et Mirabeau : pont suspendu de Mirabeau (piles néo-romanes, 1988)[465],[466] ;
- Le Lauzet-Ubaye : pont romain sur l'Ubaye (1987)[467] ;
- Lourmarin : pont de Lourmarin sur l'Aigue-Brun (1988)[468] ;
- Mallemort et Mérindol : pont de Mallemort sur la Durance (pont, façades et toitures de la maison du gardien, 1986)[469],[470] ;
- Mane : pont roman de Mane, pont des Trois Arches ou pont romain, sur la Laye (classement en 1970)[471] ;
- Moustiers-Sainte-Marie : pont d'Aiguines sur le Verdon (1945)[472] ;
- Pourcieux et Saint-Maximin-la-Sainte-Baume : pont romain (classement en 1943)[473],[474] ;
- Saint-Benoît :
  - pont de Gueydan sur le Colomp (classement en 1944)[475] ;
  - pont de la Reine Jeanne (1928)[476] ;
- Saint-Chamas : pont Flavien (classement en 1840)[477] ;
- Salernes : pont du Gourgaret sur la Bresque (1981)[478] ;
- La Seyne-sur-Mer : pont levant de La Seyne-sur-Mer (1987)[479] ;
- Sorgues : pont des Arméniers ou des Arméniens (2001)[480] ;
- Sospel : vieux pont (pont, tour, classement en 1924)[481] ;
- Tarascon : pont ancien de Tarascon (1939)[482] ;
- Thorame-Haute : pont du Moulin (ou ancien pont d'Ondres) sur le Verdon (classement en 1977)[483] ;
- Tourves : pont de Tourves sur le Caramy (1937)[484] ;
- Vaison-la-Romaine : pont romain de Vaison-la-Romaine (classement en 1840)[485] ;
- Vins-sur-Caramy : Vieux-Pont (1931)[486].

#### La Réunion
- Saint-Benoît et Sainte-Rose : pont suspendu de la Rivière de l'Est (2014) ;
- Sainte-Suzanne : pont de la Ravine des Chèvres (1997)[487].

### Ponts-aqueducs
- Auvergne-Rhône-Alpes :
  - Genilac : aqueduc romain de Genilac (classement en 1962)[488] ;
  - Saint-Didier-sous-Riverie :
    - pont de la Billanière (1991)[489] ;
    - pont de Virieux (1991)[490] ;
    - pont-aqueduc du Grand Bozançon (1991)[491] ;

  - Saint-Maurice-sur-Dargoire :
    - pont de Jurieux (1991)[492] ;
    - pont des Granges (1991)[493] ;
- Bourgogne-Franche-Comté :
  - Noiron-sous-Gevrey : pont-aqueduc des Arvaux sur la Varaude (classement en 1991)[494] ;
- Centre-Val de Loire
  - Maintenon : aqueduc de Maintenon sur l'Eure (classement en 1875)[495] ;
- Île-de-France :
  - Étréchy et Morigny-Champigny : pont-aqueduc de la Jeurre (1990)[496],[497] ;
- Occitanie :
  - Ansignan : pont-aqueduc d'Ansignan sur l'Agly (classement en 1974)[498] ;
  - Perpignan : aqueduc des Arcades (classement en 1984)[499] ;
  - Trèbes : pont-aqueduc de l'Orbiel (classement en 1950)[500] ;
  - Vendres : aqueduc romain de Vendres (1926)[501] ;
  - Vers-Pont-du-Gard : pont du Gard (classé en 1840)[502] ;
- Provence-Alpes-Côte d'Azur :
  - Carpentras : aqueduc de Carpentras[503] ;
  - Fontaine-de-Vaucluse : pont-aqueduc de Galas (2001)[504] ;
  - Loriol-du-Comtat : pont-aqueduc des Cinq-Cantons (2001)[505].

### Ponts-canaux
- Agen et Le Passage : pont-canal d'Agen (2003)[506] ;
- Barberey-Saint-Sulpice : pont-canal de Barberey-Saint-Sulpice (1984)[507] ;
- Briare et Saint-Firmin-sur-Loire : pont-canal de Briare (1976)[508] ;
- Feugarolles et Vianne : pont-canal sur la Baïse (2003)[509] ;
- Moissac : pont-canal du Cacor (1997)[510].

### Canal de Lalinde
Les trois ouvrages suivants font partie de l'ensemble du canal de Lalinde :
- l'aqueduc d'alimentation sur le site de Mauzac[511] ;
- l'aqueduc et le pont-déversoir de la Tuilerie de Villeneuve (le ruisseau de Drayaux passe sous le canal à Sauvebœuf)[512] ;
- le petit pont-canal de Saint-Capraise-de-Lalinde[513].

### Canal du Midi
Les ponts suivants font partie de l'ensemble du canal du Midi :
- Agde : pont Saint-Joseph (1997)[514] ;
- Ayguesvives :
  - pont-aqueduc d'Aigues-Vives (1998)[515] ;
  - écluse double du Sanglier (1998)[516] ;
- Carcassonne : pont-aqueduc du Fresquel (1996)[517] ;
- Deyme et Pompertuzat : pont de Deyme (1998)[518] ;
- Gardouch : pont de Gardouch (pont, écluse, maison éclusière, 1998)[519] ;
- Ginestas et Saint-Nazaire-d'Aude : pont du Somail sur le canal du Midi (1998)[520],[521] ;
- Montesquieu-Lauragais :
  - pont de Négra (écluse, pont, grange, maison éclusière, chapelle, 1998)[522] ;
  - pont d'En Serny (1998)[523].